# Union monétaire d'Amérique du Nord

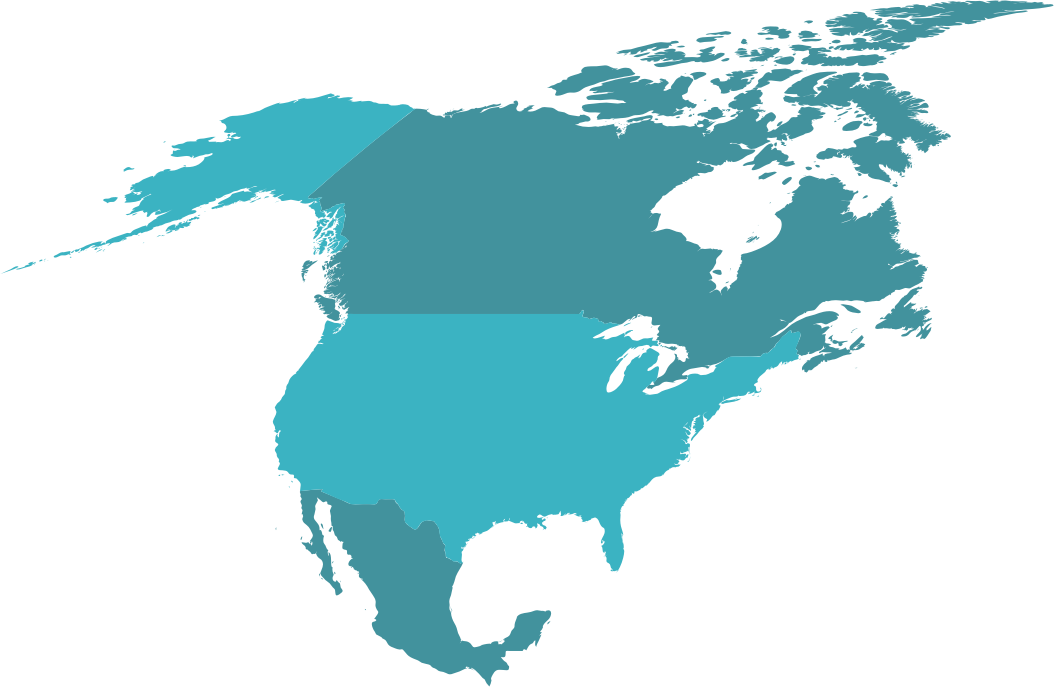
Carte théorique de l'Union monétaire d'Amérique du Nord, avec le Canada, le Mexique et les États-Unis.

L’Union monétaire d'Amérique du Nord est une union économique et monétaire théorisée des trois principaux pays d’Amérique du Nord, à savoir le Canada, les États-Unis et le Mexique. La mise en œuvre impliquerait probablement l'abandon de leurs monnaies respectives (le dollar américain, le dollar canadien et le peso mexicain) et l'adoption d'une nouvelle. L’hypothétique monnaie pour cette union est appelée le plus souvent « amero »,. Ce concept prend pour modèle la monnaie commune de l’Union européenne (l’euro). Ce concept est présenté comme un prolongement naturel de l'accord de libre-échange nord-américain (ALÉNA) et du partenariat pour la sécurité et la prospérité (PSP). Les théoriciens du complot soutiennent que les gouvernements du Canada, des États-Unis et du Mexique ont déjà pris des mesures pour appliquer cette devise. Aucun des membres actuels des gouvernements des pays en question n'a déclaré une volonté d'instaurer cette « Union monétaire d'Amérique du Nord ».

## Origine

Une lettre « A » à l'intérieur d'un cercle. Le symbole des pièces « Améro » a été conçu par l'artiste Daniel Carr

L'Union monétaire d'Amérique du Nord a été proposée pour la première fois en 1999 par l'économiste canadien Herbert G. Grubel de l'Institut Fraser. Il a publié un livre intitulé The Case for Amero en septembre 1999, année où l'euro est devenu une monnaie virtuelle. L'Institut C.D. Howe, un autre think tank canadien, préconise la création d'une monnaie commune au Canada et aux États-Unis.
Après la publication du livre, un groupe centre-gauche nationaliste du Canada a exprimé son opposition à toute union monétaire, car il considère qu'il s'agit d'une tentative des entreprises américaines d'avoir accès aux ressources naturelles du Canada et de démantèlement des services sociaux du pays. Le Conseil des Canadiens, un groupe de défense progressiste, a déclaré que l'un de ses problèmes centraux est la menace d'une « intégration profonde ».
Robert Pastor, dans un livre en 2001, suggère qu'une monnaie commune serait le début d'une coopération macroéconomique entre les trois pays de l'ALÉNA. Pourtant, le groupe de travail indépendant sur l’Amérique du Nord de 2005, qu'il présidait, ne recommandait pas une union monétaire. Pastor ne recommande pas non plus dans une section concernant des opinions supplémentaires et dissidentes qu'une monnaie commune devrait être un objectif.
Une autre idée est envisagée pour établir une telle union : la dollarisation du Canada et du Mexique.

## Soutien

### Canada
L'idée d'une monnaie commune est historiquement impopulaire dans le Canada à majorité anglophone, en comparaison avec la province de Québec où il a reçu un accueil plus favorable. Un sondage datant de 2001 montre qu'au Québec plus de 50 % des personnes interrogées ont répondu favorablement à une monnaie commune, tandis que dans le Canada restant une majorité des personnes interrogées est opposée à cette idée.

### Mexique
La possibilité d'une fusion monétaire a aussi été discutée au Mexique comme une étape naturelle après l'ALENA.
L'ancien président mexicain Vicente Fox a fait écho de ce point de vue et a exprimé son espoir dans une plus grande intégration entre le Canada, le Mexique et les États-Unis, incluant éventuellement une union monétaire, alors qu'il faisait une tournée promotionnelle pour son livre Revolution of Hope.
Les rentiers et les épargnant mexicains sont favorables à une monnaie commune, en effet selon eux, elle les mettrait à l'abri des constantes dévaluations du peso.

## Les rumeurs sur les pièces «Améro»
En août 2007, des rumeurs ont commencé à circuler sur Internet[réf. nécessaire] à propos des pièces « Améro ».
Le symbole et les pièces ont été inventés par l'artiste Daniel Carr. En ce qui concerne ses dessins et modèles amero, il précise sur son site web : « Mon objectif avec ces pièces n'est pas de souscrire à une Union de l'Amérique du Nord ou à une monnaie commune « Amero ». Je soutiens pleinement la Constitution des États-Unis, et je ne serais favorable (sous aucune forme) à une diminution de ses dispositions. Je m'attends à ce que ces pièces contribuent à rendre les gens plus conscients du problème et des ramifications possibles. Je laisse le soin aux autres de décider s'ils sont en faveur ou non d'une Union monétaire de l'Amérique du Nord. Et j'encourage les citoyens à exprimer leur approbation ou leur désapprobation des plans du gouvernement qui les concernent. »
L'affichage non autorisé des images prises à partir de son site a été largement publié sur Internet, qui est souvent utilisé comme prétendue « preuve » de la monnaie Amero.